# Mare de Zoribi
Die Mare de Zoribi ist ein kleiner See in der Landgemeinde Kokorou in Niger.

## Geographie
Die semipermanente Mare de Zoribi erstreckt sich über eine Fläche von 36 Hektar. Semipermanente Gewässer werden nur durch Niederschläge gespeist und trocknen in der Regel am Ende der von Dezember bis Juni dauernden Trockenzeit aus. Die Mare de Zoribi ist Teil der Übergangszone zwischen Sahel und Sudan. Die durchschnittliche jährliche Niederschlagsmenge beträgt hier zwischen 400 und 500 mm.
Am nordöstlichen Ufer befindet sich das namensgebende Dorf Zoribi in der Landgemeinde Kokorou, die zum Departement Téra in der Region Tillabéri gehört. Nördlich des Sees, jenseits der Nationalstraße 39, verläuft ein Wanderdünen-Band.

## Ökologie
Die Mare de Zoribi liegt im 66.829 Hektar großen Kokorou-Namga-Komplex, der seit 2001 nach der Ramsar-Konvention als Feuchtgebiet mit internationaler Bedeutung ausgewiesen ist. In einem kleinen Gebiet westlich des Sees wachsen Anabäume und Wüstendatteln. Im Nordosten beginnt ein Galeriewald, der sich bis zur Randzone des Sees Mare de Namga erstreckt.